# Whilkut
Whilkut (Redwood Indijanci, Hoilkut, Whiylqit ).- Nastalo od Hupa naziva Hoilkut-hoi. Također su nazivani i popularnim imenom Redwood Indians. Indijansko pleme porodice Athapaskan sa sjeverozapada Kalifornije na gornjem toku Redwood Creeka i Mad Rivera, kojih je po Kroeberu 1700. bilo oko 500. Kulturno pripadaju Kalifornijskoj grupi koja je živjela od ribolova (losos) i 'žetve' žira. Pleme je 1850. stradalo tijekom zlatne groznice, Imali su najmanje 4 sela.  Od 1900. godine pa do 2000. broj im se kreće oko 50, i danas žive na rezervatu Hoopa Valley s plemenom Hoopa.

## Vanjske poveznice
- Indian Tribe History   Arhivirana inačica izvorne stranice od 17. lipnja 2006. (Wayback Machine)
- Whilkut  Arhivirana inačica izvorne stranice od 29. ožujka 2006. (Wayback Machine)